# عملية سياتل
عملية سياتل أو طريقة سياتل هو مصطلح نابع من الإجراءات السياسية في سياتل ومقاطعة كينغ، ومدن أخرى بدرجة أقل وحكومة ولاية واشنطن. لا يوجد لهذا المصطلح تعريفًا محددًا ولكنه يشير إلى عملية بطيئة الانتشار من الحوار، والتشاور، والمشاركة، وتأمل المستوى المحلي قبل اتخاذ أي قرار والوقت المستغرق لوضع أي سياسة. وهناك تعريف قديم منذ عام 1983 قد ورد في افتتاحية صحيفة سياتل الأسبوعية، «عملية سياتل المعتادة لالتماس الموافقة من خلال الاستهلاك».

## التعريفات الأخرى
«بالمعنى الإيجابي فإن طريقة سياتل تقدر المشاركة الشعبية والعمليات ذات الشفافية والجدل الهادف. وبشكل أكثر سلبية، فقد تم انتقاد التعريف كثقافة تقدر العمليات والجدل أكثر من النتائج، مما يؤدي إلى التعثر وعدم إمكانية تنفيذ الأشياء الهامة». -- مارك بورسيل، إعادة تعريف الديمقراطية.
«عادةً ما يتم تعريف طريقة سياتل على أنها تشاور دائري يؤدي إلى التردد. ولكنه يشمل أيضًا جمهور الناخبين غير المشاركين ويتم اتخاذ القرارات العامة بلا مبالاة، دون النظر إلى الخبرة في أي مكان ودون اكتراث للنتائج». -- تيد فان ديك، كاتب عمود مشارك في سياتل بوست إنتليجنسر

## معلومات تاريخية
قبل انتخاب العمدة ويسلي أولمان، كان اتخاذ القرارات المدنية سريعًا نسبيًا وكانت الجماعات القوية تستطيع التأثير على القادة المدنيين دون مراعاة لإجماع الآراء العام.
إن أنصار عملية سياتل، مثل عضو مجلس المدينة ريتشارد كونلين، يثنون عليها بوصفها وسيلة مدروسة للتوصل إلى أفضل النتائج على حساب الوقت. وفي المقابل، يشير المعارضون إلى كونلين بأنه «دوق التردد» بسبب إخلاصه للعملية.
وكلما امتدت عملية سياتل، تم انتقادها، من قبل أصحاب الأعمال التجارية عادةً بسبب البطء الشديد والتردد. وكمثال على ذلك، أثناء عملية إعادة التطوير الهائلة لأحياء مثل كاسكاد واتحاد ياوث ليك في أوائل القرن الحادي والعشرين، التي تم انتقادها من قبل شركة فولكان ومركز فريد هوتشينسون لأبحاث السرطان بشأن النقاش الموسع لجميع الأفكار الذي جعل الجماعات الأخرى التي توفر تكلفة الديون ينفد صبرها. وفي الوقت نفسه شكا نشطاء الحي من تجاهل التنمية المقترحة لخطط الحي التي قامت في السابق بالتطوير وبمشقة في عملية التوافق. وكان نشطاء الحي بشكل عام يؤيدون عملية التشاور.
وتم انتقاد العملية أيضًا بسبب النتائج الطفيفة.

## الطرق
تقدر عملية سياتل بوصفها طريقة غير رسمية الدراسة والنقاش والمشاركة المدنية. وتضم عددًا كبيرًا من مجموعات أصحاب المصالح. وهي تتطلب أن يقوم المجتمع بتقديم بيانات فعالة، ومن المنظمين أن يترجموا البيانات من الدوائر المختلفة إلى تقارير مفيدة لصناع القرار. إن استخدام العملية في الحصول على الموافقة وسماع جميع الآراء يمتد أيضًا إلى مشاركة إدارات الأعمال التجارية، وليس فقط الحكومة.
وتتضمن طرق المشاركة عادةً اجتماعات المجالس ومنتديات الحي وإجراءات الاقتراع والمسيرات. وتشتمل مجموعات أصحاب المصالح عادةً على المواطنين والشركات والمنظمات غير الربحية وممثلي الحي وجماعات محددة الهوية والمجموعات محددة القضايا.
وعلى الرغم من أنها يطلق عليها «عملية» فلا يوجد منهجية محددة لعملية سياتل؛ وفي الواقع، عند الكتابة حول استغراق سياتل أربعة عقود لبناء خط سكك حديدية خفيفة، أطلقت عليها جريدة نيويورك تايمز «ظاهرة غامضة ومحيرة».
وخارج نطاق الاجتماعات العامة والطرق الموجهة للجمهور، تتسبب أيضًا عملية سياتل في التأخر لحين قيام الساسة بالتلاعب بالمقترحات أو عرقلتها. بينما أعلنت مدن أخرى في المنطقة قدرتها على تنفيذ المشروعات بسبب عدم وجود عملية سياتل لديها.

## في مجال السياسة
لقد أصبحت عملية سياتل وتأييدها من القضايا الهامة في السباقات السياسية. في عام 2001، استخدم المرشح في انتخابات رئاسة مجلس المدينة جريج نيكلز التأييد لعملية سياتل ضد خصمه مارك سيدران محامي المدينة الذي وعد باتباع أسلوب أكثر حزمًا. ومع ذلك، بعد ثماني سنوات، تم انتقاد أسلوب نيكلز كعمدة في سباق إعادة الانتخابات كأوتوقراطي معادٍ لعملية سياتل.

## أمثلة لبعض المشروعات المتأثرة
.

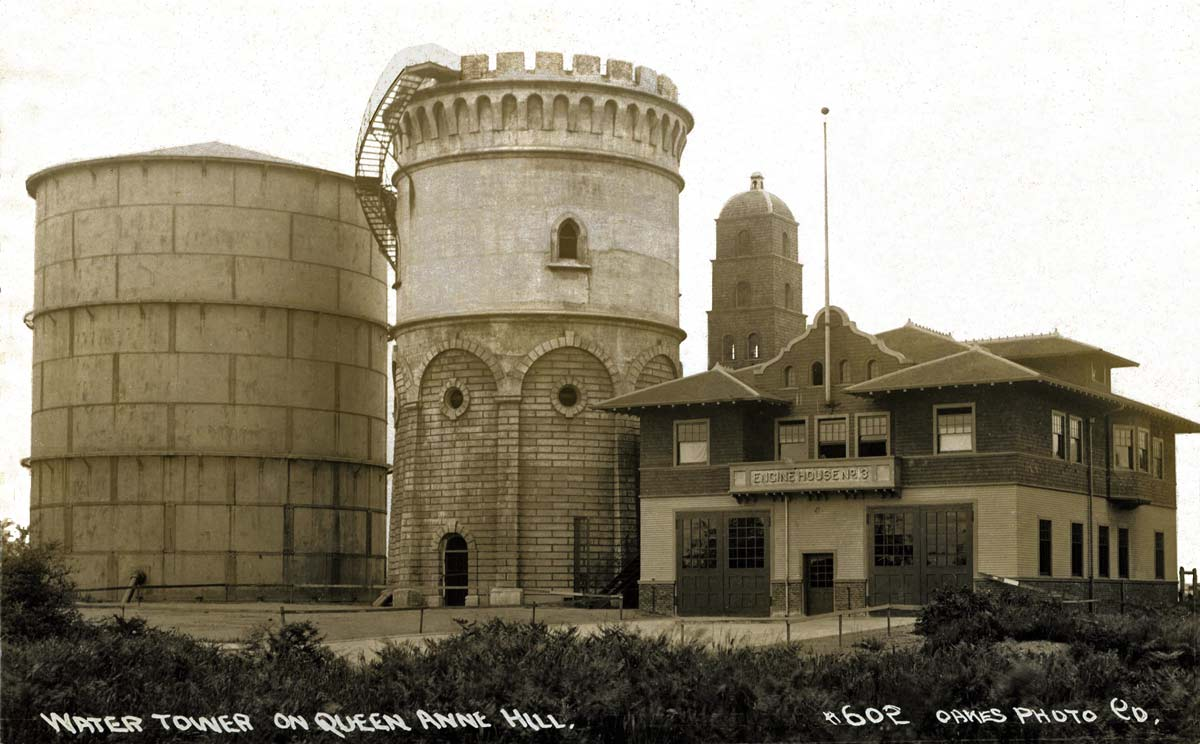
استغرق استبدال أبراج المياه هذه 14 عامًا وتقريبًا 3 مليون دولار في تكاليف التخطيط والتطوير

- ترميم استاد هاسكي، تأثر تأثيرًا مزدوجًا بالتخطيط للاستاد وإعادة بناء الجسر العائم إيفر جرين بوينت nالقريب منه.[17]
- ترميم الجسر العائم إيفر جرين بوينت [4][17]
- الاستبدال المقترح لجسر طريق ألاسكا،[4][6][18] والذي لم يتم البدء في تفكيكه حتى 10 سنوات بعد تضرره في زلزال نيسكوالي[19]
- مشروع قطار الخط الأحادي في سياتل،[4][7] توقف بعد موافقة أربعة تصويتات عامة عليه.[20]
- ربط السكك الحديدية الخفيفة،[4] والذي بدأ الخدمة بعد أربعين عامًا من مبادرة فوروارد ثرست (دفعة للأمام) [13]
- صون التراث التاريخي للمباني المتميزة معماريًا [21]
- متنزهات التزلج ونقل الفن الشعبي [22]
- الملاعب الرياضية في متنزه ماجنوسن[6][23]
- استبدال أبراج المياه في كوين آن هيل، وهي عملية استغرقت 13 عامًا وتكلفت 2.7 مليون دولار في التخطيط والتطوير فقط [24]
- التأخر في إعادة تنشيط برودواي، الشارع التجاري الرئيسي في [حي كابيتول هيل] [25]
- تأخر مشروع التوسع في القرية الحضرية في نورث جايت مول [6]
- تطوير حي كاسكيد [6]
- إلغاء الحفلات في متنزه جاز ووركس [9][26]
- تشييد مدرج مطار ثالث في مطار سيتال-تاكوما الدولى. ولقد بدأ المشروع رسميًا عام 1992 وانتهى عام 2008، في هذه الأثناء ارتفعت تكاليف البناء من المبلغ الأولي المقدر بـ 217 مليون دولار إلى 1.1 مليار دولار.[27][28]